# I Want You (bài hát của Bob Dylan)
"I Want You" là ca khúc được sáng tác bởi Bob Dylan vào năm 1966. Ca khúc này được phát hành dưới dạng đĩa đơn vào tháng 6 năm 1966 và sau đó được cho vào trong album Blonde on Blonde. Mặt B của đĩa đơn là ca khúc "Just Like Tom Thumb's Blues", ấn bản thu trực tiếp. Dylan sau này có thu âm lại ca khúc này vào năm 1987 trong chuyến lưu diễn cùng Grateful Dead, và ấn bản này được phát hành sau đó trong album Dylan and the Dead (1989).